# Klaus Maria Brandauer
Klaus Maria Brandauer, pseudonimo di Klaus Georg Steng (Bad Aussee, 22 giugno 1943), è un attore austriaco.

## Biografia
Nato il 22 giugno 1943 a Bad Aussee (Austria) da padre tedesco, Georg Steng, doganiere, e madre austriaca, Maria Brandauer Klaus Maria Brandauer ha studiato recitazione alla Hochschule für Musik und Darstellende Kunst di Stoccarda, che abbandonò dopo due soli semestri, per debuttare nel 1962 come attore teatrale. Dopo aver fatto alcune apparizioni negli sceneggiati televisivi, approdò al cinema nel 1972, in un ruolo secondario in Scacchiera di spie. Nel 1975, prese parte all'episodio Pfandhaus (Quattro colpi dietro la porta) de L'ispettore Derrick. Il successo gli arrise nel 1981, con l'interpretazione di Heindrick Höfgen, personaggio ispirato a Gustaf Gründgens, genero di Thomas Mann, nel film Mephisto, diretto da István Szabó. Nel 1983 acquista notorietà internazionale interpretando la parte del “cattivo” nell’ultimo film di James Bond interpretato da Sean Connery, Mai dire mai.
Torna a lavorare con Szabo nel 1985, recitando da protagonista ne Il colonnello Redl. La pellicola ottiene il Premio della Giuria al 38º Festival di Cannes e viene nominata all'Oscar quale miglior film straniero. Sempre nel 1985 interpretò il ruolo del barone Blixen-Finecke ne La mia Africa, conquistando grazie alla sua interpretazione un Golden Globe e una candidatura al Premio Oscar. Nel 1988, recita in Bruciante segreto di Andrew Birkin, interpretazione che gli vale un Ciak d'oro per il miglior attore protagonista. Fu anche nominato al Golden Globe per il miglior attore non protagonista in una serie nel 2000 per il film televisivo Vi presento Dorothy Dandridge (1999).

## Vita privata
Oltre al tedesco, parla inglese, francese italiano e ungherese. Nel 1964 ha sposato la regista e sceneggiatrice austriaca Karen Katharina Müller da cui ha avuto un figlio, Christian. Sua moglie morì di cancro nel 1992 e nel 2007 si è risposato con Natalie Krenn, studiosa di scienze e tecniche del teatro.

## Filmografia parziale

### Attore

Klaus Maria Brandauer al Giffoni Film Festival 1988

#### Cinema
- Scacchiera di spie (The Salzburg Connection), regia di Lee H. Katzin (1972)
- Una domenica d'ottobre (Októberi vasárnap), regia di András Kovács (1979)
- Mephisto, regia di István Szabó (1981)
- Mai dire mai (Never Say Never Again), regia di Irvin Kershner (1983)
- Detskiy sad, regia di Evgenij Aleksandrovič Evtušenko (1984)
- Il colonnello Redl (Oberst Redl), regia di István Szabó (1985)
- Lightship - La nave faro (The Lightship), regia di Jerzy Skolimowski (1985)
- La mia Africa (Out of Africa), regia di Sydney Pollack (1985)
- Fuori i secondi (Streets of Gold), regia di Joe Roth (1986)
- La notte dei maghi (Hanussen), regia di István Szabó (1988)
- Bruciante segreto (Burning Secret), regia di Andrew Birkin (1988)
- La tela del ragno (Das Spinnennetz), regia di Bernhard Wicki (1989)
- La casa Russia (The Russia House), regia di Fred Schepisi (1990)
- Zanna Bianca - Un piccolo grande lupo (White Fang), regia di Randal Kleiser (1991)
- Becoming Colette, regia di Danny Huston (1991)
- Balkan Island: The Last Story of the Century, regia di Lordan Zafranovic (1997)
- Rembrandt, regia di Charles Matton (1999)
- Dykaren, regia di Erik Gustavson (2000)
- Vera, nadezhda, krov', regia di Marina Dubrovina (2000)
- Druids - La rivolta (Vercingétorix), regia di Jacques Dorfmann (2001)
- Jedermanns Fest, regia di Fritz Lehner (2002)
- Cuori estranei (Between Strangers), regia di Edoardo Ponti (2002)
- Poem - Ich setzte den Fuß in die Luft und sie trug, regia di Ralf Schmerberg (2003) - (episodio: Der Schiffbrüchige)
- Segreti di famiglia (Tetro), regia di Francis Ford Coppola (2009)
- Manipulation, regia di Pascal Verdosci (2011)
- The Strange Case of Wilhelm Reich, regia di Antonin Svodoba (2012)
- Zárójelentés, regia di István Szabó (2020)

#### Televisione
- L'ispettore Derrick – serie TV, episodio 2x08 (1975)
- La quinta donna, regia di Alberto Negrin – miniserie TV (1982)
- Quo vadis? – miniserie TV (1985)
- La rivoluzione francese (La révolution française) – miniserie TV (1989)
- Geremia il profeta (Jeremiah), regia di Harry Winer – film TV (1998)
- Vi presento Dorothy Dandridge, noto anche come È nata una stella (Introducing Dorothy Dandridge) – film TV (1999)
- Il segreto di Thomas, regia di Giacomo Battiato – film TV (2003)
- Il destino di un principe (Kronprinz Rudolf/Kronprinz Rudolfs letzte Liebe), regia di Robert Dornhelm – film TV (2006)

### Regista e attore
- L'orologiaio (Georg Elser - Einer aus Deutschland) (1989)
- Mario e il mago (Mario und der Zauberer) (1994)

## Riconoscimenti
- Premio Oscar
  - 1986 – Candidatura al miglior attore non protagonista per La mia Africa

- Golden Globe
  - 1986 – Miglior attore non protagonista per La mia Africa

- David di Donatello
  - 1982 – Miglior attore straniero per Mephisto

- Deutsche Schauspielpreis 
  - 2014 – Miglior attore per Die Auslöschung

- Festival della televisione di Monte Carlo
  - 2014 – Ninfa d'oro al miglior attore per Die Auslöschung

## Doppiatori italiani
Nelle versioni in italiano delle opere in cui ha recitato, Klaus Maria Brandauer è stato doppiato da:
- Sergio Di Stefano in L'ispettore Derrick, Mephisto, La quinta donna, Mai dire mai, Il colonnello Redl, La mia Africa, Quo vadis?, Bruciante segreto, La tela del ragno, L'orologiaio, La casa Russia, Geremia il profeta, Druids - La rivolta, Il segreto di Thomas, Segreti di famiglia
- Cesare Barbetti in Scacchiera di spie
- Francesco Vairano in Lightship - La nave faro
- Saverio Moriones in Fuori i secondi
- Massimo Lodolo in La rivoluzione francese
- Carlo Valli in Zanna Bianca - Un piccolo grande lupo
- Adalberto Maria Merli in Mario e il mago
- Stefano De Sando in Vi presento Dorothy Dandridge
- Rodolfo Bianchi in Cuori estranei
- Oreste Rizzini ne Il destino di un principe
- Sergio Masieri in Vi presento Dorothy Dandridge (ridoppiaggio)